# 纳粹党和德意志国防军的关系

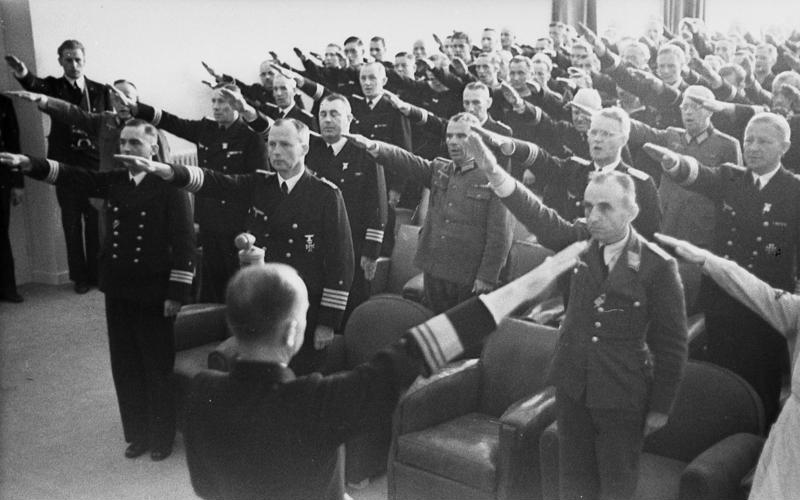
納粹德國海軍上将卡尔·邓尼茨（Karl Dönitz）（背对镜头並於中間的人）向集结於法國的德意志国防军军官们行纳粹礼，拍攝於1941年，法國

納粹黨和德意志國防軍的關係，是指1935年至1945年間，德意志國防軍與德國執政黨納粹黨之間的關係，為歷史學界廣泛進行爭論的議題。
由希特勒領導的納粹黨取得政權後，他們企圖掌控國家與社會的各個層面，其中也包括了軍隊。從歷史而言，德意志國防軍在行動方面擁有很大的自主權，但這種自主權在之後逐漸被削弱，直到完全受到納粹黨的控制。
第二次世界大戰後，許多前納粹分子否認了德意志國防軍所犯下的戰爭罪行，並淡化納粹大屠殺的責任，人們將其稱為「國防軍無罪論」。

## 第二次世界大戰

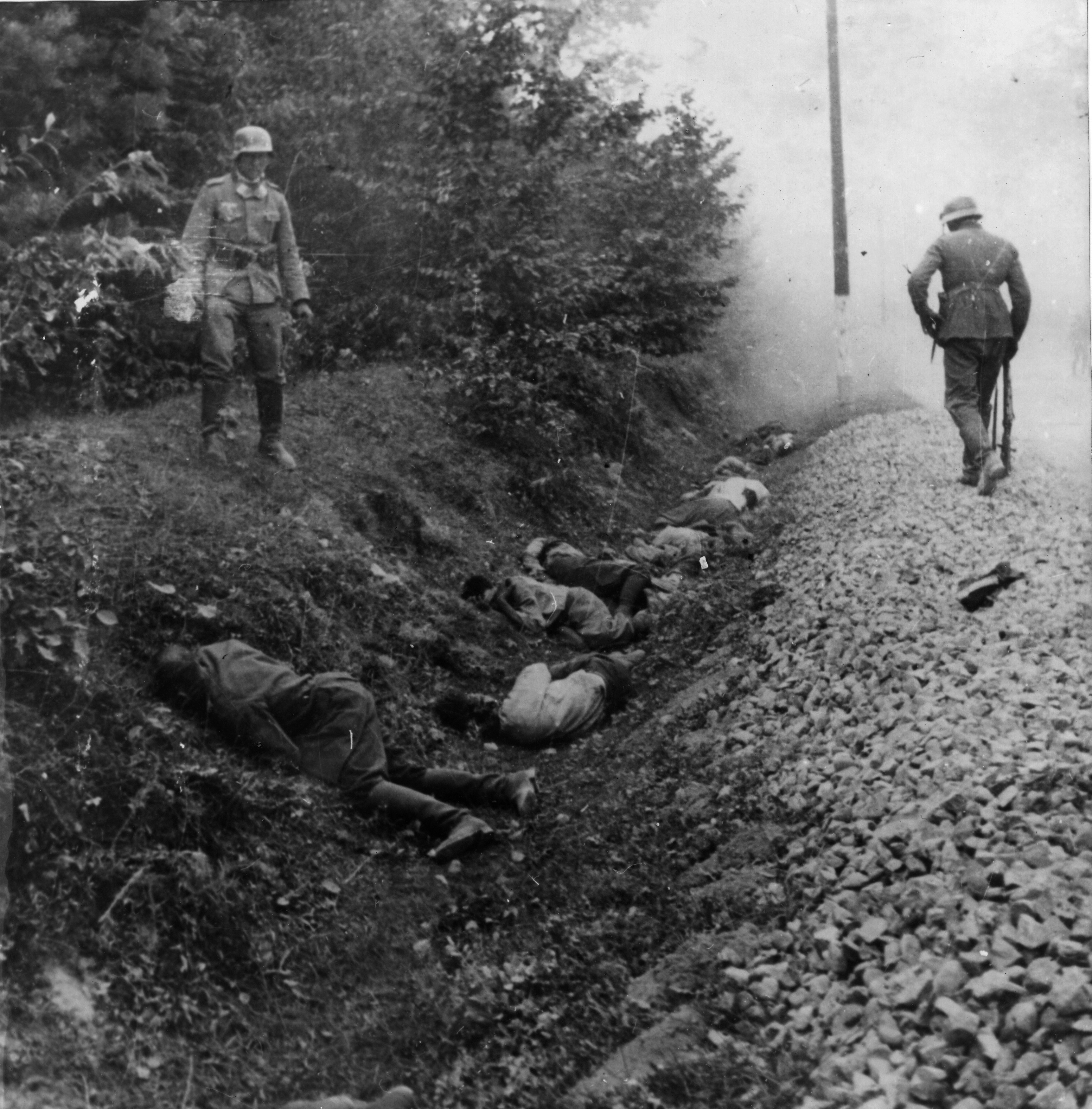
1939年9月9日，於切皮洛夫大屠殺中，約有300名波蘭戰俘，遭到德意志國防軍第15摩托化步兵團所殺害

### 策劃東方種族的滅絕戰爭
1939年8月22日，希特勒和所有高級軍事將領所開的一次會議上，他非常明確地表明，即將到來的波蘭戰爭將是一場“滅絕戰爭”，在這場戰爭的計畫中表達了希特勒的意圖“毫不憐憫地殺死所有波蘭的男人、女人和兒童”。

## 進一步閱讀
- Sait, Bryce. . Berghahn Books. 2019. ISBN 978-1-78920-150-5 （英语）.